# Anuropodione australiensis
Anuropodione australiensis är en kräftdjursart som beskrevs av M. Bourdon 1976. Anuropodione australiensis ingår i släktet Anuropodione och familjen Bopyridae. Inga underarter finns listade i Catalogue of Life.